# Война и трупы — последняя надежда богатых

Джон Хартфилд. «Война и трупы — последняя надежда богатых», 1932

«Война и трупы — последняя надежда богатых», также «Гиена капитализма» (нем. Krieg und Leichen — Die letzte Hoffnung der Reichen) — антивоенный фотомонтаж немецкого художника, фотографа, плакатиста и декоратора Джона Хартфилда, опубликованный в 1932 году. В нём он обличает войну как средство обогащения богачей, не обращающих внимание на жертвы. В 1915 году немецкий левый авангардист Хельмут Херцфельд англизировал свои имя и фамилию, став Джоном Хартфилдом, чем выразил свой протест против антибританской шовинистической пропаганды, захлестнувшей Германию после начала Первой мировой войны. Поначалу он принадлежал к группе левых берлинских авангардистов, известных как «политические дадаисты», разрабатывая фотомонтаж как искусство. В 1919 году вступил в Коммунистическую партию Германии, придав своему творчеству политизированный характер. 
Фото «Война и трупы — последняя надежда богатых» было опубликовано в левом немецком журнале AIZ 24 апреля 1932 года. На нём изображена гиена, которая шагает по куче трупов на поле боя и оскалив пасть. На голове трупоядного животного цилиндр, являющийся известным символом капиталиста, а на шее на ленте висит высший прусский военный орден «Pour Le Merite» (с фр. — «За заслуги»), вручавшийся до конца Первой мировой войны. С целью сатирического обличения Хартфилд поменял на нём надпись на «Pour le Profit» (с нем. — «За прибыль»). Анализируя художественные особенности фотомонтажа исследователи С. Третьяков и С. Телингатер писали, что эффект «Гиены капитализма» усиливается тем, что автор представил падальщика в размерах в общем соответствующих трупам солдат на поле сражения: «Так сохраняется вся физиологическая неприязнь, существующая к этому животному. Она бы исчезла, сделай Хартфильд гиену, скажем, вдесятеро большего роста, она бы сделавшись плакатным символом, перестала быть вонючим и жадным животным». «Война и трупы — последняя надежда богатых» рассматривается как художественный «полюс» другого антивоенного монтажа Хартфилда «Принудительный поставщик человеческого мяса», выполненный в более сдержанной манере — без поясняющего текста на фотографии.